# 格拉斯埃伦巴赫
格拉斯埃伦巴赫（德語：Grasellenbach）是德国黑森州的一个市镇。总面积22.87平方公里，总人口3772人，其中男性1939人，女性1833人（2011年12月31日），人口密度165人/平方公里。